# Nikolaus Blum
Nikolaus Blum SVD (* 5. April 1857 in Lammersdorf, Eifel im Bistum Trier; † 29. Oktober 1919 in Steyl, heute zu Venlo, Niederlande) war ein deutscher katholischer Ordenspriester, Steyler Missionar und 2. Generalsuperior der Gesellschaft des Göttlichen Wortes (Societas Verbi Divini) von 1909 bis 1919.

## Leben

### Herkunft und Ausbildung
Nikolaus Blum kam als Sohn der Eheleute Johann Heinrich Blum und Helene Blum geb. Meyer in einer Eifler katholischen Kleinbauernfamilie zur Welt. Mit elf Jahren verlor er seinen Vater. In Osnabrück fand er eine Arbeitsstelle in der Finanzverwaltung der Bahn. Als Blum von der Eröffnung des ersten deutschen katholischen Missionshauses am 8. September 1875 durch Arnold Janssen im niederländischen Steyl bei Venlo erfuhr, wandte er sich unmittelbar an dessen Gründer. Dieser nahm ihn am 1. Juli 1876 in die Lateinschule des Missionshauses St. Michael in Steyl auf. Schon bald wurde Janssen auf seine Begabung in Verwaltungsarbeiten aufmerksam und setzte ihn schon als Schüler auf diesem Gebiet ein. 1880 begann Blum in Steyl das Studium der Theologie und Philosophie und erhielt am 19. Mai 1883 von Joannes Paredis, dem Bischof von Roermond, Niederlande (Provinz Limburg), die Priesterweihe.

### Prokurator und Generalökonom SVD
Als Priester war er nun als Prokurator für das  Missionshaus in Steyl, ab 1891 als Generalökonom für die wirtschaftlichen Belange der in alle Erdteile expandierenden Steyler Missionsgesellschaft verantwortlich. 1902 ernannte ihn Arnold Janssen auch noch zum Rektor des Mutterhauses St. Michael in Steyl.

### Generalsuperior SVD 1909–1919
Nach dem Tod des Gründers der Steyler Missionare wählten ihn die Kapitulare des Generalkapitels zum Nachfolger von Arnold Janssen. Die Konstitutionen der Gesellschaft des Göttlichen Wortes waren im Jahr 1905 vom Heiligen Stuhl für nur fünf Jahre approbiert worden. Deshalb musste sich das 4. Generalkapitel vom 3. November 1909 bis zum 15. Januar 1910 mit der Erstellung eines endgültigen Textes der Konstitutionen des SVD beschäftigen. Nikolaus Blum gelang es, die von der römischen Kurie verlangten Korrekturen schnell einzubauen. Am 5. April 1910 wurde die päpstliche, diesmal endgültige, Approbation für die Konstitutionen des SVD gegeben.
Vom 8. Oktober 1911 bis 16. Januar 1912 visitierte Blum die Steyler Togo-Mission. Eine zweite Visitationsreise ging nach Nordamerika, wo er sich von Mai bis August 1912 aufhielt. 1910 und 1913 musste er nach Rom reisen, um mit der römischen Kurie Verhandlungen zu führen. Am 13. Oktober 1913 empfing Papst Pius X. den Steyler Generalsuperior Nikolaus Blum in Privataudienz. Die Schwierigkeiten, die aus dem Ersten Weltkrieg für die Steyler Missionsgesellschaft erwuchsen, waren auch für den Generalsuperioren Blum eine große Belastung. In Deutschland und Österreich wurden hunderte von Seminaristen zum Wehrdienst eingezogen, viele ließen ihr Leben. Hinzu wurden die Steyler Missionare aus ihren zwei afrikanischen Missionen in Togo (1917) und Mosambik vertrieben. Auch auf den Philippinen mussten die meisten deutschen Missionare ihre Mission verlassen. Die Alliierten verlangten von China die Ausweisung der deutschen Missionare, dem kam die chinesische Regierung allerdings nicht nach. Auch sollten alle deutschen und österreichischen Missionare aus Neuguinea ausgewiesen werden, das seit August 1914 unter australischer Militärverwaltung stand, was aber schließlich durch den Einspruch der katholischen Oberhirten von New York und Sydney verhindert wurde.
Unter Blum entwickelte sich die Organisationsstruktur der Steyler Missionare weiter, so wurde die Neuguinea-Mission 1910 zur eigenen Region mit P. Franz Vormann als Regionaloberen und die 1917 gegründete Ostprovinz erhielt mit P. Wilhelm Gier einen eigenen Provinzialoberen.
Der Regionalobere der Steyler Mission in Neuguinea, P. Franz Vormann (1868–1929) und ein weiterer deutscher Missionar, der den Eid auf Australien ablehnte, wurden in Australien interniert.
Das Amt des Generalsuperiors hatte Nikolaus Blum vom 28. Oktober 1909 bis zu seinem Tod am 29. Oktober 1919 inne.